# Leonardo Ulloa
José Leonardo Ulloa Férnandez (General Roca, Río Negro, Argentina, 26 de julio de 1986) es un exfutbolista argentino que también posee nacionalidad española. Fue campeón de la Premier League en la temporada 2015-16, en la recordada hazaña del Leicester City.

## Trayectoria
Surgió del club C.A.I. de Comodoro Rivadavia en 2002 jugando en la Primera B Nacional. En 2005 se suma a San Lorenzo de Almagro y fue parte de la escuadra que ganó el Torneo Clausura 2007. Después de ganar el campeonato, Ulloa se fue a Arsenal de Sarandí en el año 2007 con quien ganaría la Copa Sudamericana 2007. Actuó también en el Olimpo de Bahía Blanca donde el árbitro lo expulsó en el último partido por insultos donde además mientras salía del campo increpó a la hinchada de Olimpo, en el partido donde el equipo perdería la categoría.
El 14 de julio de 2008, San Lorenzo de Almagro, oficializó el fichaje de Ulloa por el Club Deportivo Castellón. Los 650.000 euros. de la operación convertían al delantero argentino en el fichaje más caro en la historia de su nuevo club. Durante las dos siguientes temporadas Ulloa fue titular en su equipo y rindió a un nivel muy elevado en un equipo deportivamente muy inferior que descendió con varias jornadas de antelación a Segunda División B al terminar la temporada 2009/10. Con 30 goles en solo dos temporadas, Ulloa se convirtió en el máximo goleador del Castellón en las cinco temporadas consecutivas que el club albinegro había disputado en Segunda División.
El jugador fichó por la Unión Deportiva Almería de la Primera División de España en la temporada 2010/2011 por una cantidad cercana al millón de euros, lo que le convertían en la venta más cara en la historia del Castellón. Permaneció en el club andaluz disputando la Segunda División de España, donde fue el Pichichi destacado en la temporada 2011-12.
En enero de 2013 es traspasado al Brighton & Hove Albion inglés.
El 22 de julio el delantero roquense José Leonardo Ulloa ficha por el Leicester City, uniéndose al equipo recientemente ascendido a la Premier League.
El 16 de agosto juega su primer partido como titular con el Leicester City en el arranque de la Premier League 2014/15 en un partido contra el Everton, un empate 2-2, pero Ulloa marcaría su primer gol con su nueva camiseta. El 31 de agosto el Leicester City tiene que jugar contra unos de los poderosos de la Premier League, el Arsenal, en la 3.ª jornada, en un empate 1-1 con un gol de Ulloa.
El 13 de septiembre el Leicester City obtendría su primer triunfo desde su vuelta a la Premier League, 1-0 en la 4.ª jornada contra el Stoke City, y Ulloa fue el autor del gol. El 21 de septiembre el Leicester City tendría un fuerte cruce contra el Manchester United en la jornada 5, tras ir perdiendo 1-3 logra dar vuelta el partido que terminó 5-3. Leonardo Ulloa sería autor de dos goles en la remontada. Tras estos dos goles quedó segundo en la tabla de goleadores de la Premier League.El 2 de mayo de 2016 consigue el título de Premier League con el Leicester en una impresionante campaña del equipo
El 9 de agosto de 2018 el Club de Fútbol Pachuca hizo oficial su fichaje por 2 años, proveniente de jugar media temporada en Brighton & Hove Albion Football Club donde sólo logró marcar 1 gol en 10 partidos oficiales.

## Clubes

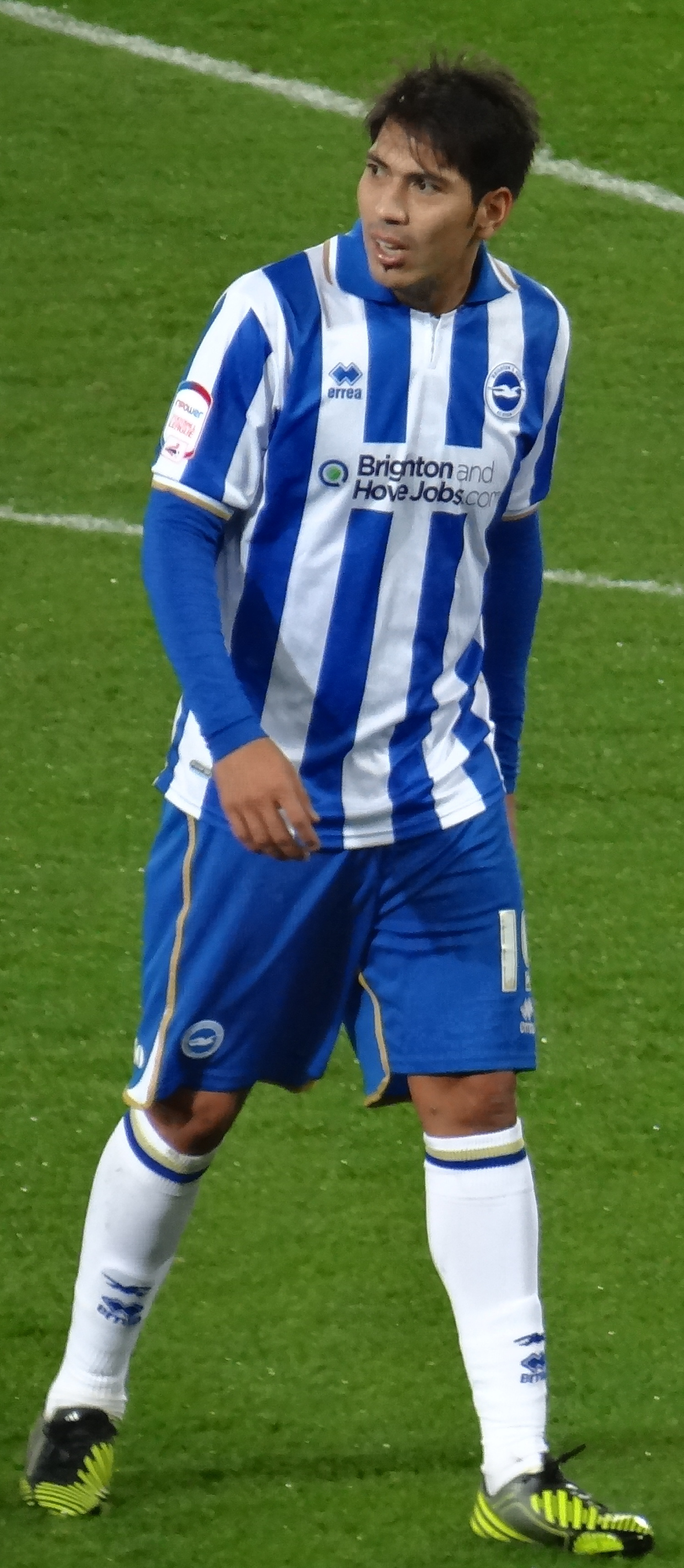
Ulloa disputando un partido para el Brighton & Hove Albion el 19 de febrero de 2013.

| Club           | País       | Año         |
| -------------- | ---------- | ----------- |
| C.A.I.         | Argentina  | 2002 - 2004 |
| San Lorenzo    | Argentina  | 2005 - 2007 |
| Arsenal        | Argentina  | 2007        |
| Olimpo         | Argentina  | 2008        |
| Castellón      | España     | 2008 - 2010 |
| Almería        | España     | 2010 - 2013 |
| Brighton       | Inglaterra | 2013 - 2014 |
| Leicester City | Inglaterra | 2014 - 2017 |
| Brighton       | Inglaterra | 2018        |
| Pachuca        | México     | 2018 - 2019 |
| Rayo Vallecano | España     | 2019 - 2021 |

## Estadísticas
| Club                              | Temporada           | Div.                | Liga  | Liga  | Copas Nacionales* | Copas Nacionales* | Copas Internacio.** | Copas Internacio.** | Total | Total | Prom. · |
| Club                              | Temporada           | Div.                | Part. | Goles | Part.             | Goles             | Part.               | Goles               | Part. | Goles | Prom. · |
| --------------------------------- | ------------------- | ------------------- | ----- | ----- | ----------------- | ----------------- | ------------------- | ------------------- | ----- | ----- | ------- |
| C.A.I. Argentina                  |                     |                     |       |       |                   |                   |                     |                     |       |       |         |
| 2002/03                           | 2°                  | 2                   | 0     | -     | -                 | -                 | -                   | 2                   | 0     | 0,00  |         |
| 2003/04                           | 2°                  | 5                   | 1     | -     | -                 | -                 | -                   | 5                   | 1     | 0,20  |         |
| Total                             | Total               | 7                   | 1     | -     | -                 | -                 | -                   | 7                   | 1     | 0,14  |         |
| San Lorenzo Argentina             |                     |                     |       |       |                   |                   |                     |                     |       |       |         |
| 2005/06                           | 1°                  | 12                  | 1     | -     | -                 | -                 | -                   | 12                  | 1     | 0,08  |         |
| 2006/07                           | 1°                  | 19                  | 2     | -     | -                 | -                 | -                   | 19                  | 2     | 0,10  |         |
| Total                             | Total               | 31                  | 3     | -     | -                 | -                 | -                   | 31                  | 3     | 0,09  |         |
| Arsenal de Sarandí Argentina      |                     |                     |       |       |                   |                   |                     |                     |       |       |         |
| 2007                              | 1°                  | 12                  | 3     | -     | -                 | -                 | -                   | 12                  | 3     | 0,25  |         |
| Total                             | Total               | 12                  | 3     | -     | -                 | -                 | -                   | 12                  | 3     | 0,25  |         |
| Club Olimpo Argentina             |                     |                     |       |       |                   |                   |                     |                     |       |       |         |
| 2008                              | 1°                  | 14                  | 3     | -     | -                 | -                 | -                   | 14                  | 3     | 0,21  |         |
| Total                             | Total               | 14                  | 3     | -     | -                 | -                 | -                   | 14                  | 3     | 0,21  |         |
| C.D. Castellón · España           |                     |                     |       |       |                   |                   |                     |                     |       |       |         |
| 2008/09                           | 2°                  | 40                  | 16    | -     | -                 | -                 | -                   | 40                  | 16    | 0,40  |         |
| 2009/10                           | 2°                  | 38                  | 15    | -     | -                 | -                 | -                   | 38                  | 15    | 0,39  |         |
| Total                             | Total               | 78                  | 31    | -     | -                 | -                 | -                   | 78                  | 31    | 0,39  |         |
| U. D. Almería · España            |                     |                     |       |       |                   |                   |                     |                     |       |       |         |
| 2010/11                           | 1°                  | 34                  | 7     | 6     | 6                 | -                 | -                   | 40                  | 13    | 0,32  |         |
| 2011/12                           | 2°                  | 38                  | 28    | 2     | 1                 | -                 | -                   | 40                  | 29    | 0,72  |         |
| 2012                              | 2°                  | 18                  | 4     | 4     | 2                 | -                 | -                   | 22                  | 6     | 0,27  |         |
| Total                             | Total               | 90                  | 39    | 12    | 9                 | -                 | -                   | 102                 | 48    | 0,47  |         |
| Brighton & Hove Albion Inglaterra |                     |                     |       |       |                   |                   |                     |                     |       |       |         |
| 2013                              | 2°                  | 19                  | 9     | 1     | 1                 | -                 | -                   | 20                  | 10    | 0,50  |         |
| 2013/14                           | 2°                  | 35                  | 14    | 3     | 2                 | -                 | -                   | 38                  | 16    | 0,42  |         |
| Total                             | Total               | 54                  | 23    | 4     | 3                 | -                 | -                   | 58                  | 26    | 0,44  |         |
| Leicester City Inglaterra         | 2014/15             | 1°                  | 37    | 11    | 3                 | 2                 | -                   | -                   | 40    | 13    | 0,40    |
| Leicester City Inglaterra         | 2015/16             | 1°                  | 29    | 6     | 4                 | 0                 | -                   | -                   | 33    | 6     | 0,19    |
| Leicester City Inglaterra         | 2016/17             | 1°                  | 16    | 1     | 4                 | 0                 | 4                   | 0                   | 24    | 1     | 0,0,5   |
| Leicester City Inglaterra         | 2017/18             | 1°                  | 4     | 0     | 3                 | 0                 | 0                   | 0                   | 7     | 0     | 0,0     |
| Leicester City Inglaterra         | Total               | Total               | 86    | 18    | 14                | 2                 | 4                   | 0                   | 104   | 20    | 0,22    |
| Brighton & Hove Albion Inglaterra | 2017-18             | 1°                  | 10    | 1     | 2                 | 1                 | -                   | -                   | 12    | 2     | 0,16    |
| Brighton & Hove Albion Inglaterra | Total               | Total               | 10    | 1     | 2                 | 1                 | -                   | -                   | 12    | 2     | 0,16    |
| CF Pachuca · México               | 2018                | 1°                  | 14    | 3     | 7                 | 6                 | -                   | -                   | 21    | 9     | 0,16    |
| CF Pachuca · México               | 2019                | 1°                  | 3     | 3     | 0                 | 0                 | 0                   | 0                   | 0     | 3     | 0       |
| CF Pachuca · México               | Total               | Total               | 17    | 3     | 7                 | 6                 | -                   | -                   | 24    | 9     | 0,16    |
| Total en su carrera               | Total en su carrera | Total en su carrera | 396   | 125   | 39                | 21                | 4                   | 0                   | 439   | 146   | 0,34    |

### Hat-tricks
| 1 | 25 de septiembre de 2018 | Estadio Hidalgo, Pachuca | CF Pachuca - Cafetaleros de Tapachula |  | 3 - 0 | Copa de México |
| 2 | 13 de abril de 2019      | Estadio Hidalgo, Pachuca | CF Pachuca - CD Veracruz              |  | 9 - 2 | Clausura 2019  |

## Palmarés

### Campeonatos nacionales
| Título                        | Club                   | País       | Año     |
| ----------------------------- | ---------------------- | ---------- | ------- |
| Primera División de Argentina | San Lorenzo de Almagro | Argentina  | C-2007  |
| Premier League                | Leicester City         | Inglaterra | 2015/16 |

### Copas internacionales
| Título            | Club               | País      | Año  |
| ----------------- | ------------------ | --------- | ---- |
| Copa Sudamericana | Arsenal de Sarandí | Argentina | 2007 |

### Distinciones individuales
| Distinción                                               | Año  |
| -------------------------------------------------------- | ---- |
| Máximo goleador de la Liga Adelante                      | 2012 |
| Venta más cara en la historia del Brighton & Hove Albion | 2014 |